# Arc Tudor

Construcció d'un arc de quatre centres

L'arc Tudor, arc de quatre centres o arc deprimit és un tipus d'arc apuntat que es construeix amb quatre seccions de circumferència, és a dir, amb quatre centres interiors, i que es remata amb una clau en angle. Sol fer l'efecte visual d'haver estat aplanat per la pressió del mur.
Va ser molt emprat en l'arquitectura anglesa del segle xv, generalment per disposar finestres als murs dels edificis.

## Història

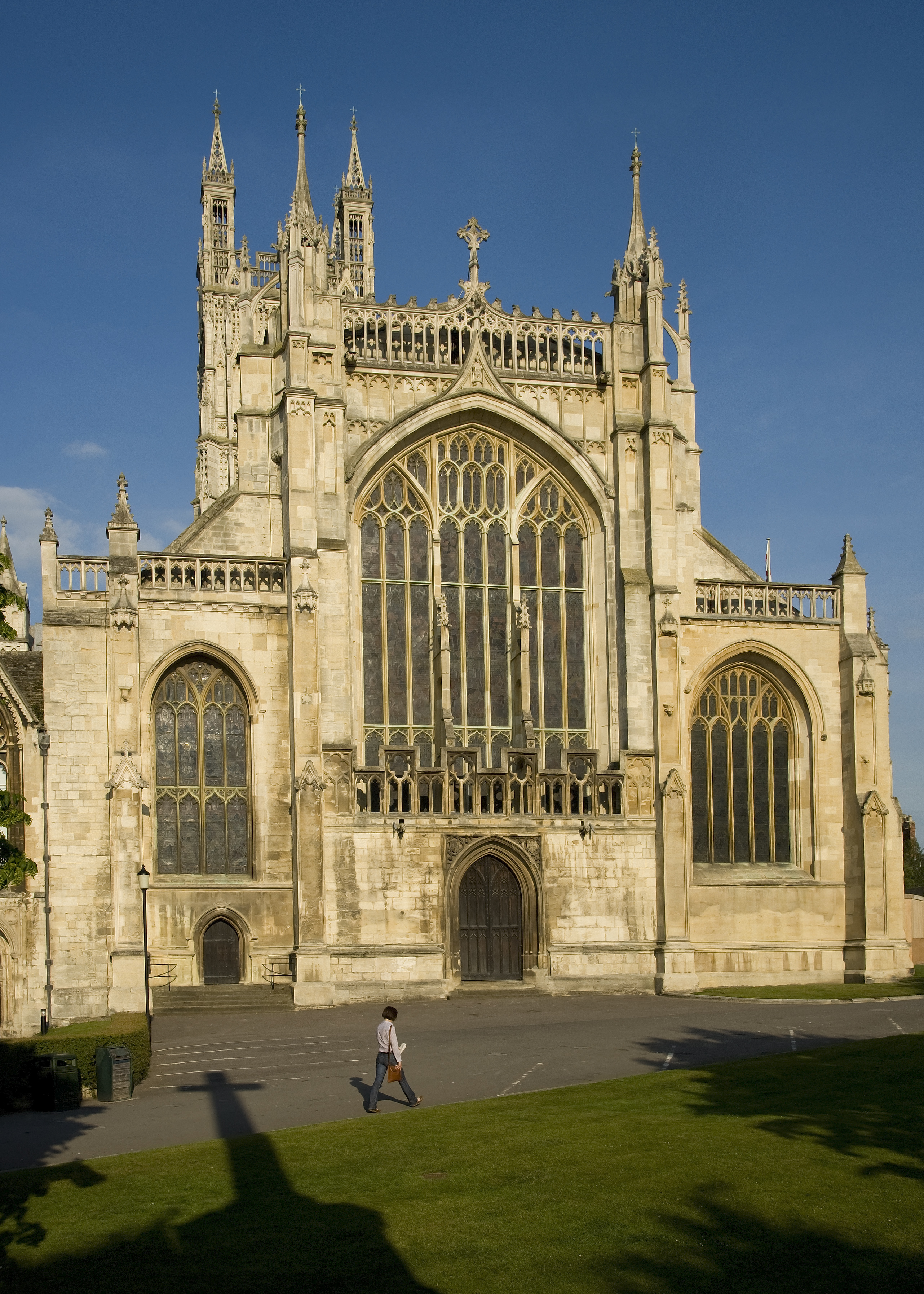
Façana oest de la catedral de Gloucester

Va ser un element arquitectònic comú en l'arquitectura anglesa durant el període Tudor que es va estendre entre 1485 i 1558 a Anglaterra durant la dinastia Tudor. Un dels exemples més notables es troba en els finestrals de la façana est de la catedral de Gloucester. L'antic arc apuntat de l'arquitectura gòtica es va rebaixar en aquest aplatat arc Tudor. Les dues seccions de circumferència que recolzen en els salmers són de radi inferior, mentre que els arcs que es troben a la clau posseeixen un radi molt més ample. Les seccions de circumferència més petits fan tangència amb els brancals de suport.